# Aegus platyodon meeki
Aegus platyodon meeki es una subespecie de coleóptero de la familia Lucanidae.

## Distribución geográfica
Habita en las Islas d’Entrecasteaux (Papúa Nueva Guinea).